# Beluj
Beluj es un municipio del distrito de Banská Štiavnica en la región de Banská Bystrica, Eslovaquia, con una población estimada a final del año 2024 de 137 habitantes.
Se encuentra ubicado al oeste de la región, cerca del río Hron —un afluente izquierdo del Danubio— y de la frontera con la región de Nitra.

## Demografía
| Año        | 1994 | 2004     | 2014     | 2024     |
| ---------- | ---- | -------- | -------- | -------- |
| Población  | 178  | 159      | 121      | 137      |
| Diferencia |      | −10,67 % | −23,89 % | +13,22 % |

| Año        | 2023 | 2024    |
| ---------- | ---- | ------- |
| Población  | 143  | 137     |
| Diferencia |      | −4,19 % |